# Peter Hudson
 Peter Hudson  är en fransk/brittisk skådespelare och regissör. Han arbetar inom film, tv och vanlig teater.
Under 2009 var han bland annat med i en uppsättning av The Dumb Waiter skriven av Harold Pinter, skrev och regisserade Le feu dans le miroir och var med i filmen Bus Palladium. 
Mellan 1993 och 1998 var han med 12 avsnitt av TV-serien Highlander, där han spelade James Horton en fiende till Duncan MacLeod, seriens huvudperson.

## Filmografi – i urval

### Filmer
- I Want to Go Home (1989) - Le Spectre
- En kyss för mycket (1992) - Hotel Band – Sax
- The Hour of the Pig (1993) - Sheriff's Officer
- No Limit - The Story of Michel Vaillant (2003) - chef för Team Principal
- The Statement (2003) - Professor Valentin
- Sky Fighters  (2005) - Général Buchanan
- Twice Upon a Time (2006) - Médecin BATAR
- Hitman (2007) - Mr. Price
- Bus Palladium (2009)

### TV-serier
- Napoleon och Joséphine (1987) TV-miniserie - D'Enghien (okänt antal avsnitt)
- Counterstrike (1992) – Burroughs
- Cousin William ( 1992-1993) - Larry (95 avsnitt)
- Highlander (1993 - 1998) - James Horton  (12 avsnitt)
- Les zinzins de l'espace (Space Goofs (International: English title)) (1997-1998) - Etno Polino (52 avsnitt)
- Grand Star (2007-2008) - Liam Ragg (24 avsnitt)